# Dianella adenanthera
Dianella adenanthera là một loài thực vật có hoa trong họ Thích diệp thụ. Loài này được (G.Forst.) R.J.F.Hend. miêu tả khoa học đầu tiên năm 1988.